# Arthur Goldschmidt (Jurist)
Arthur Felix Goldschmidt (30. April 1873 in Berlin – 9. Februar 1947 in Reinbek) war ein deutscher Jurist und Lokalpolitiker.

## Leben

### Familie und Ausbildung
Arthur Felix Goldschmidt wuchs als Sohn von Alfred Oscar Goldschmidt und dessen Ehefrau Pauline Lassar in einer assimilierten jüdischen Familie auf, die 1858 aus der jüdischen Gemeinde ausgetreten und zum Protestantismus übergetreten war. Seine Großmutter war die Schriftstellerin und Philanthropin Johanna Goldschmidt. Er selbst wurde 1889 evangelisch getauft. 
Arthur Goldschmidt besuchte das Wilhelm-Gymnasium in Hamburg, wo er zu Ostern 1892 das Reifezeugnis erhielt. Anschließend studierte er Rechtswissenschaften und promovierte 1895. Er war Mitglied der Studentenverbindung Albingia Freiburg.
Nach dem 2. Juristischen Staatsexamen wurde er 1902 in Hamburg zum Amtsrichter ernannt und stieg dort zum Oberlandesgerichtsrat in Hamburg auf. Während der Weimarer Republik lehnte Goldschmidt zweimal eine Berufung an das Reichsgericht in Leipzig ab, die Familie wollte in Reinbek bleiben. Dort saß er außerdem als Vertreter der nationalliberalen Deutschen Volkspartei im Gemeinderat.

### Zeit des Nationalsozialismus und der Judenverfolgung
Nach der Machtergreifung der Nationalsozialisten 1933 wurde Goldschmidt aufgrund des Berufsbeamtengesetzes entlassen. In den folgenden Jahren arbeitete er als Kunstmaler, bis dahin war die Malerei sein Hobby gewesen.
Die Verfolgungspolitik der NSDAPn schätzte Goldschmidt bald realistisch ein. Seine beiden Söhne Jürgen-Arthur und Erich schickte er 1938 ins Ausland, die Söhne sahen ihre Eltern nie wieder. Die ältere Tochter Ilse-Maria lebte mit ihrem Ehemann, dem Philosophen Ludwig Landgrebe, zunächst in Prag, dann bis 1940 in Belgien und kehrte von dort nach dem Beginn der deutschen Besetzung 1940 mit ihrer Familie nach Reinbek zurück. Goldschmidt sah sich tiefverwurzelt im protestantischen Glauben.

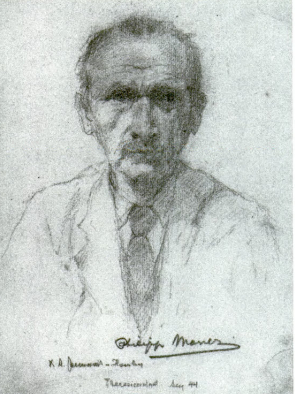
Von Goldschmidt porträtierter Mitgefangener Philipp Manes, etwa zwei Monate vor dessen Ermordung (Theresienstadt 1944)

Der schleswig-holsteinische Landesbischof Adalbert Paulsen unterstützte zusammen mit dem Landeskirchenamtspräsidenten Christian Kinder die Verfolgung der jüdischen Minderheit; am 10. Februar 1942 wurde der Ausschluss der „nichtarischen Christen“ aus der evangelischen Kirche für die Landeskirche verfügt. Dies geschah in Kenntnis und auch als Reaktion auf die Deportation von Juden aus Deutschland, die im Herbst 1941 begonnen hatten und von denen auch evangelische Christen jüdischer Herkunft betroffen waren. Im Juni 1942 starb seine Frau Toni Katharina-Maria Jeanette, genannt Kitty, geborene Horschitz, (1882–1942); der damalige Reinbeker Pastor Hermann Hartung (1904–1990), der sich gerne in Marineuniform als Militärgeistlicher präsentierte, weigerte sich, Kitty als „einer Glaubensschwester den letzten Segen zu geben.“

### Deportation ins KZ Theresienstadt
Einen Monat nach dem Tod seiner Frau wurde Arthur Goldschmidt in das KZ Theresienstadt deportiert. Dort gründete er im Sommer 1942 einen Andachtskreis Hamburger Deportierter, aus dem nach und nach eine evangelische Gemeinde im KZ Theresienstadt entstand. Trotz hoher Sterblichkeit und ständiger Transporte nach Auschwitz wuchs die Gemeinde auf einen Kern von etwa 800 eingeschriebenen Mitgliedern. Die Gottesdienste wurden an Feiertagen von mehreren hundert Menschen besucht.

### Nach 1945
Nach dem Krieg und der Befreiung kehrte Goldschmidt nach Reinbek zurück. Er wurde 1945 für die CDU Gemeindevertreter und stellvertretender Bürgermeister in Reinbek und einer der Mitbegründer der Volkshochschule Sachsenwald, bei deren Eröffnungsrede er starb.

## Gedenken

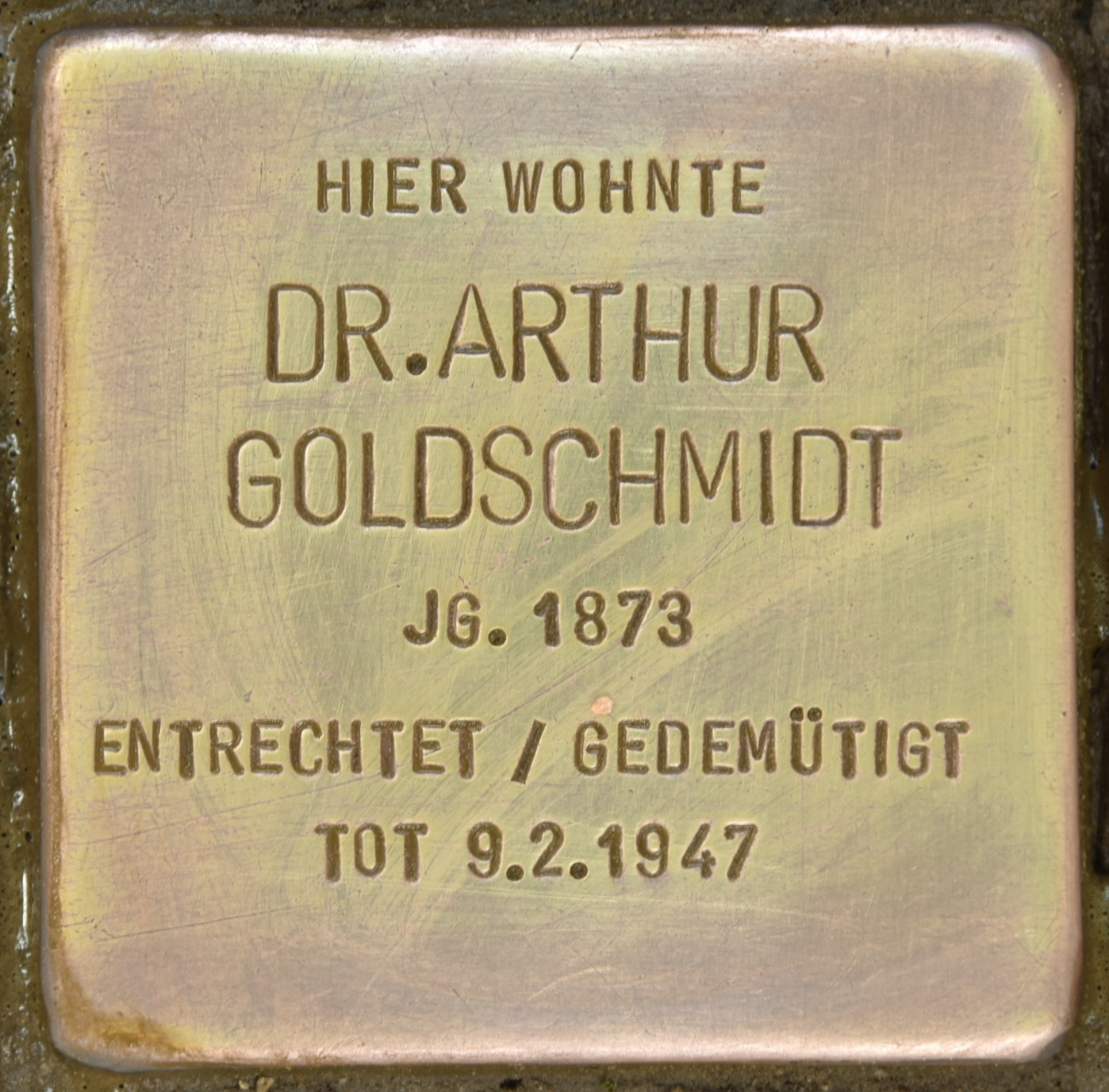

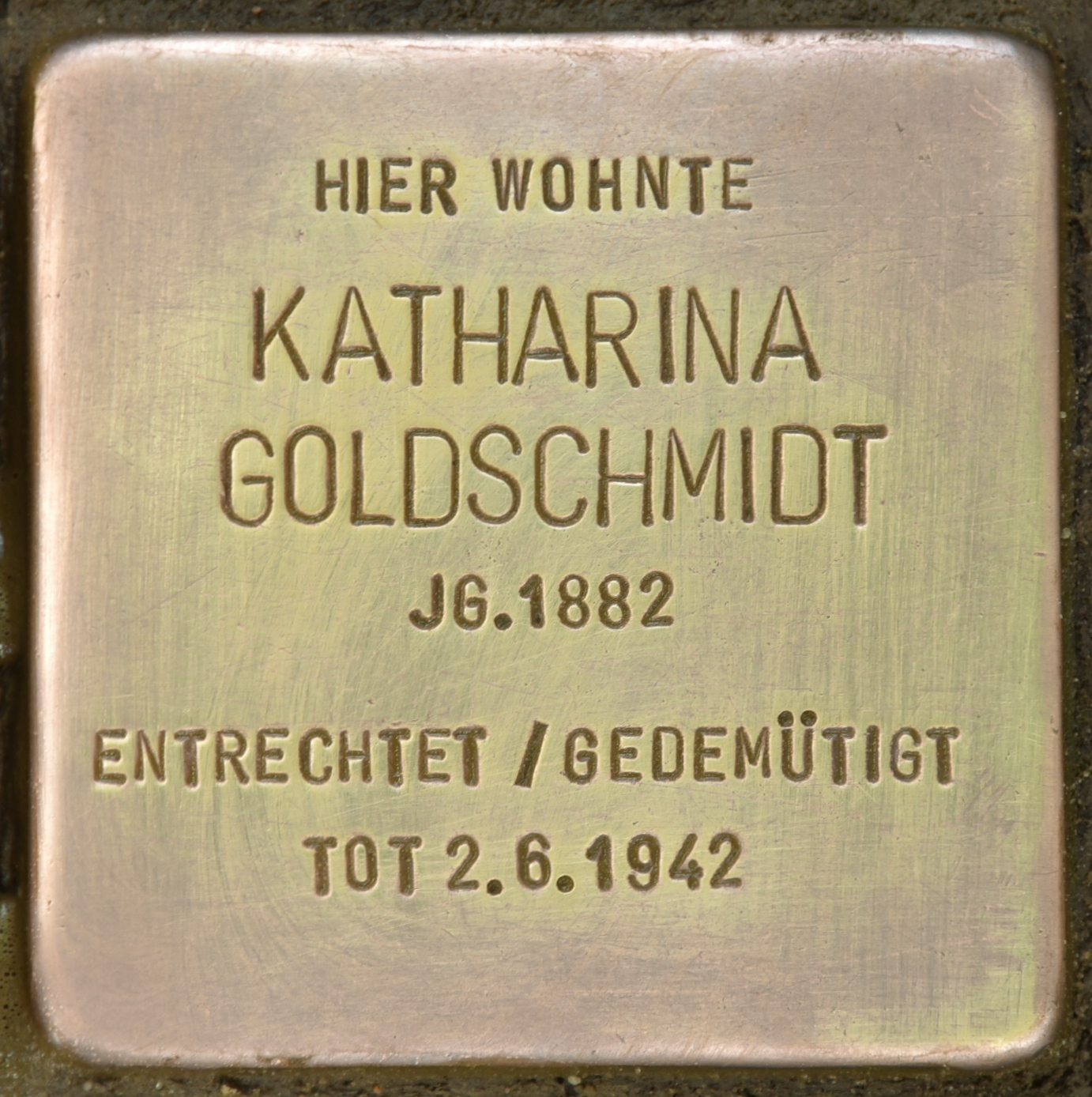

Gunter Demnig verlegte am 9. Oktober 2006 in der Kückallee 43 von Reinbek zwei Stolpersteine für das Ehepaar Goldschmidt.

## Werke
- Geschichte der evangelischen Gemeinde Theresienstadt 1942–1945. (= Das christliche Deutschland 1933 bis 1945. H. 7). Furche-Verlag, Tübingen 1948.
- Geschichte der evangelischen Gemeinde Theresienstadt 1942–1945. (= Das christliche Deutschland 1933 bis 1945. H. 7). Furche-Verlag, Tübingen 1948, enthalten als Anhang in:  Detlev Landgrebe: Kückallee 37 – Eine Kindheit am Rande des Holocaust, hrsg. von Thomas Hübner, cmz Verlag, Rheinbach 2009, ISBN 978-3-87062-104-9, S. 375–426.
- Zahlreiche Zeichnungen erhalten, die er in Reinbek und Theresienstadt anfertigte, und die sich heute im Centre d’Histoire de la Résistance ee de la Déporation in Lyon befinden (Vermächtnis Georges-Arthur Goldschmidt).